# Filónoe (hija de Yóbates)

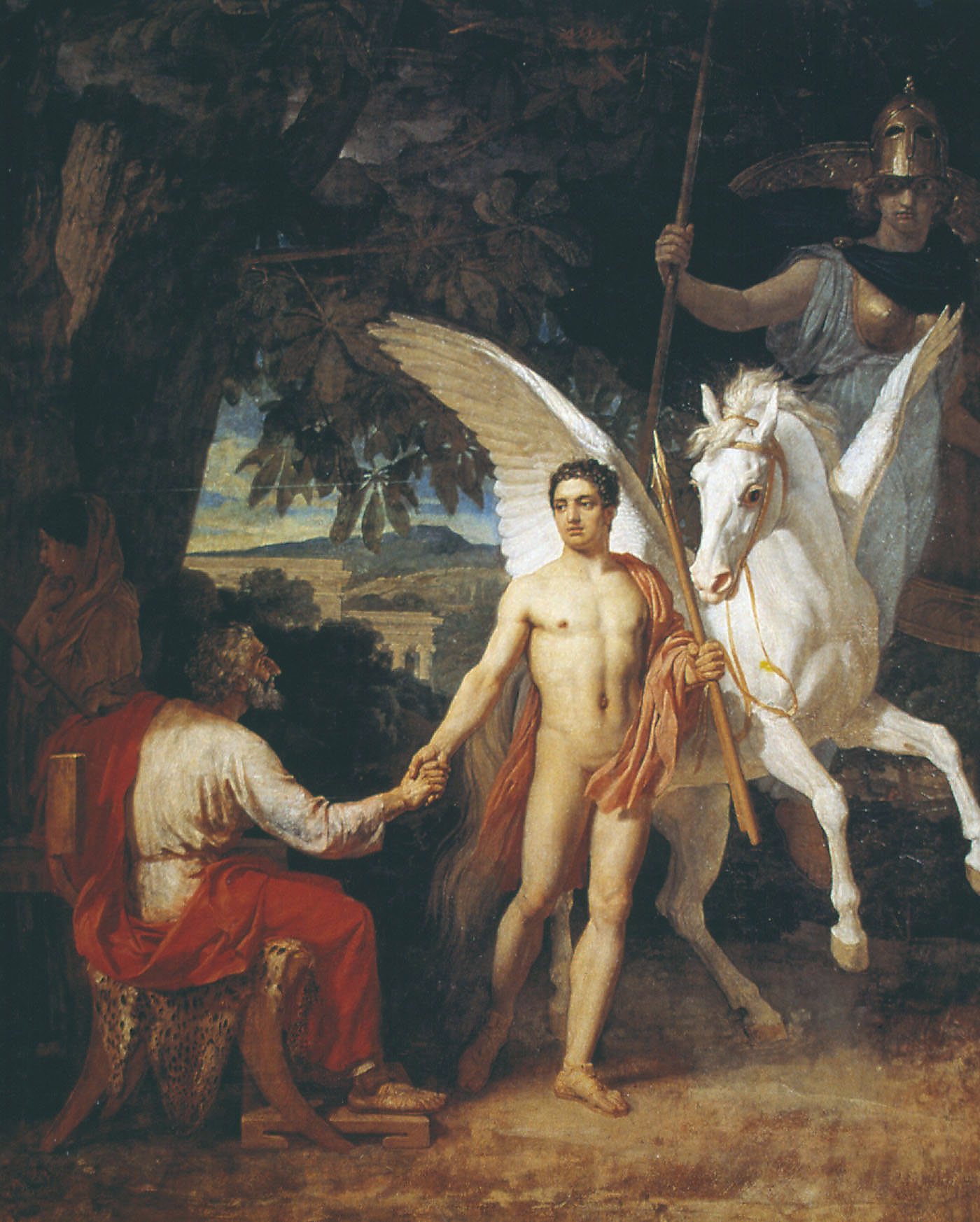
En la penumbra, Filónoe detrás de Yóbates, Belerofonte, Pegaso y Atenea, representados en una pintura de 1829 de Aleksandr Andréyevich Ivánov.

Filónoe (en griego, Φιλονόη, Philonóē) es un personaje de la mitología griega y esposa del héroe Belerofonte. Era hija del rey licio Yóbates y hermana de Antea o Estenebea. El nombre de Filónoe puede variar dependiendo de la fuente y así también es conocida como Alcimedusa, Anticlea, Pasandra o Casandra.
Su hermana, aunque casada con el rey Preto de Argos, estaba enamorada del corintio que había encontrado refugio en esas tierras de la Argólida, Belerofonte, ya que tuvo que marcharse de su tierra natal al haber provocado una muerte accidental a un personaje llamado Belero. Al no ser correspondida, Antea lo calumnió y lo acusó, enfurecida, ante su esposo, que aunque la creyó, no quiso ejercer la violencia directa sobre el que había sido su huésped, por lo que le entregó una carta sellada dirigida a su suegro Yóbates, donde le explicaba que diera muerte al portador de la misma. 
Yóbates, al leer la carta, le ordenó matar a la monstruosa Quimera, pensando que moriría en el intento. Belerofonte, montado en su caballo alado Pegaso, la mató, a lo que el rey le mandó combatir contra las amazonas y, una vez vencidas, mandó a sus mejores soldados para que le dieran muerte en una emboscada, pero también fracasó. Viendo la valentía y fuerza de su huésped, pensó que se hallaba bajo la protección de las deidades del Olimpo y le mostró la carta, invitándole a quedarse en su reino, lo que aceptó de buen grado. No solo esto sino que el rey le ofreció la mano de su hija Filónoe, con la que se casó y una parte importante del patrimonio real, además de legarle su reino cuando él muriera. Dice la leyenda que Antea, al enterarse de todo, no pudo soportarlo y se suicidó.
La Ilíada nos dice que tres fueron los hijos de Belerofonte y Filónoe, Isandro, Hipóloco y Laodamía; ésta tuvo unión con Zeus y fue madre de Sarpedón. Otros varían los nombres de sus hijos, como Pisandro (en vez de Isandro) y también Deidamía o Hipodamía (en vez de Laodamía).